# Ferdinando Capponi

Ferdinando Carlo Venanzio Giuseppe Gaspero Calcedonio Capponi (Firenze, 1º aprile 1835 – Pisa, 21 marzo 1903) è stato un arcivescovo cattolico italiano.

## Biografia
Nacque a Firenze, nel Palazzo Capponi alle Rovinate, figlio terzogenito del conte Giovan Battista Capponi e di Donna Luisa Velluti Zati dei Duchi di San Clemente; suo cugino fu il futuro vescovo di Pescia Donato Velluti Zati. Suoi fratelli erano il Conte Carlo Capponi (1831-1865), ricercatore delle opere e delle memorie del Savonarola, e il Conte Luigi Capponi.
Venne nominato vescovo di Volterra il 25 luglio 1873, all'età di 38 anni. Il 18 novembre 1881 fu eletto arcivescovo coadiutore di Pisa, nonché arcivescovo titolare di Tessalonica. Diventò arcivescovo di Pisa due anni più tardi, l'8 marzo 1883, mantenendo la carica fino alla morte, sopraggiunta il 21 marzo del 1903.

## Pubblicazioni
- Ferdinando Capponi, Officia Propria Sanctorum pro Ecclesia Primatiali..., Pisa, Orsoline-Prosperi, 1883.

## Genealogia episcopale
La genealogia episcopale è:
- Cardinale Scipione Rebiba
- Cardinale Giulio Antonio Santori
- Cardinale Girolamo Bernerio, O.P.
- Arcivescovo Galeazzo Sanvitale
- Cardinale Ludovico Ludovisi
- Cardinale Luigi Caetani
- Cardinale Ulderico Carpegna
- Cardinale Paluzzo Paluzzi Altieri degli Albertoni
- Papa Benedetto XIII
- Papa Benedetto XIV
- Papa Clemente XIII
- Cardinale Enrico Benedetto Stuart
- Papa Leone XII
- Cardinale Chiarissimo Falconieri Mellini
- Cardinale Camillo Di Pietro
- Arcivescovo Ferdinando Capponi